# Johann-Dettleff von Cossel
Johann-Dettleff von Cossel (1 de julho de 1916 - 22 de julho de 1943) foi um oficial alemão que serviu durante a Segunda Guerra Mundial. Foi condecorado com a Cruz de Cavaleiro da Cruz de Ferro.

## Carreira

### Patentes
Major

### Condecorações
| Cruz de Ferro 2ª Classe            | 22 de setembro de 1939      |
| Cruz de Ferro 1ª Classe            | 20 de dezembro de 1939      |
| Badge de feridos em Preto          | 1939                        |
| Cruz Germânica em ouro             | 5 de maio de 1943           |
| Cruz de Cavaleiro da Cruz de Ferro | 8 de setembro de 1941       |
| Folhas de Carvalho                 | nº 285 29 de agosto de 1943 |